# Raïon de Belomorsk
Le raïon de Belomorsk (russe : Беломо́рский район, carélien:Belomorskin piiri) est l'un des seize raïons de la république de Carélie en Russie.

## Description
La superficie du raïon est de 12 982 km2.
Son centre administratif est la ville de Belomorsk.

## Politique et administration

### Statut
Le raïon est un des seize raïons de la république de Carélie, dans le district fédéral du Nord-Ouest. Son statut est un raïon municipal, et il comporte ainsi plusieurs municipalités à l'intérieur de lui,.

### Tendances politiques
| Scrutin             | 1er tour | 1er tour | 1er tour | 1er tour | 1er tour | 1er tour | 1er tour | 1er tour | 1er tour | 1er tour | 1er tour | 1er tour | 2d tour                  | 2d tour                  | 2d tour                  | 2d tour                  | 2d tour                  | 2d tour                  | 2d tour                  | 2d tour                  |
| Scrutin             | 1er      | 1er      | %        | 2e       | 2e       | %        | 3e       | 3e       | %        | 4e       | 4e       | %        | 1er                      | %                        | 2e                       | %                        | 3e                       | %                        | 4e                       | %                        |
| ------------------- | -------- | -------- | -------- | -------- | -------- | -------- | -------- | -------- | -------- | -------- | -------- | -------- | ------------------------ | ------------------------ | ------------------------ | ------------------------ | ------------------------ | ------------------------ | ------------------------ | ------------------------ |
| Présidentielle 2012 |          | ER       | 63,22    |          | KPRF     | 12,98    |          | SE       | 8,61     |          | LDPR     | 8,28     | Victoire au premier tour | Victoire au premier tour | Victoire au premier tour | Victoire au premier tour | Victoire au premier tour | Victoire au premier tour | Victoire au premier tour | Victoire au premier tour |
| Gouvernorale 2017   |          | ER       | 68,22    |          | SRZP     | 11,87    |          | KPRF     | 9,87     |          | LDPR     | 6,92     | Victoire au premier tour | Victoire au premier tour | Victoire au premier tour | Victoire au premier tour | Victoire au premier tour | Victoire au premier tour | Victoire au premier tour | Victoire au premier tour |
| Présidentielle 2018 |          | ER       | 73,97    |          | KPRF     | 10,00    |          | LDPR     | 9,80     |          | GRANI    | 1,61     | Victoire au premier tour | Victoire au premier tour | Victoire au premier tour | Victoire au premier tour | Victoire au premier tour | Victoire au premier tour | Victoire au premier tour | Victoire au premier tour |

## Démographie
Recensements (*) ou estimations de la population
| 1989*  | 2002*  | 2005   | 2009   |
| ------ | ------ | ------ | ------ |
| 18 935 | 24 003 | 23 058 | 21 298 |

| 2010   | 2011   | 2013   | 2015   |
| ------ | ------ | ------ | ------ |
| 19 118 | 19 024 | 18 052 | 17 261 |

| 2017   | 2019   | 2021   | - |
| ------ | ------ | ------ | - |
| 16 663 | 15 929 | 15 151 | - |